# Polygala gilletiana
Polygala gilletiana är en jungfrulinsväxtart som beskrevs av E. Petit. Polygala gilletiana ingår i släktet jungfrulinssläktet, och familjen jungfrulinsväxter. Inga underarter finns listade i Catalogue of Life.